# 大三島
大三島（おおみしま）は、愛媛県今治市に属する芸予諸島の中の1つの有人島。愛媛県の最北に位置し、同県に属する島の中では最大である。大山祇神社がある「神の島」として知られている。
古くは「御嶋」あるいは「見嶋」と呼ばれ、これが転じて「三島」になったとも言う。行基図には「三嶋」とある。一方、島内に立地する大山祇神社は「大三島」と呼ばれ、古くは鎌倉時代の文献に神社を大三島と呼ぶ例が見える。江戸期には島名と徐々に区別されなくなり、島も大三島と呼ばれるようになっていった。

## 地理

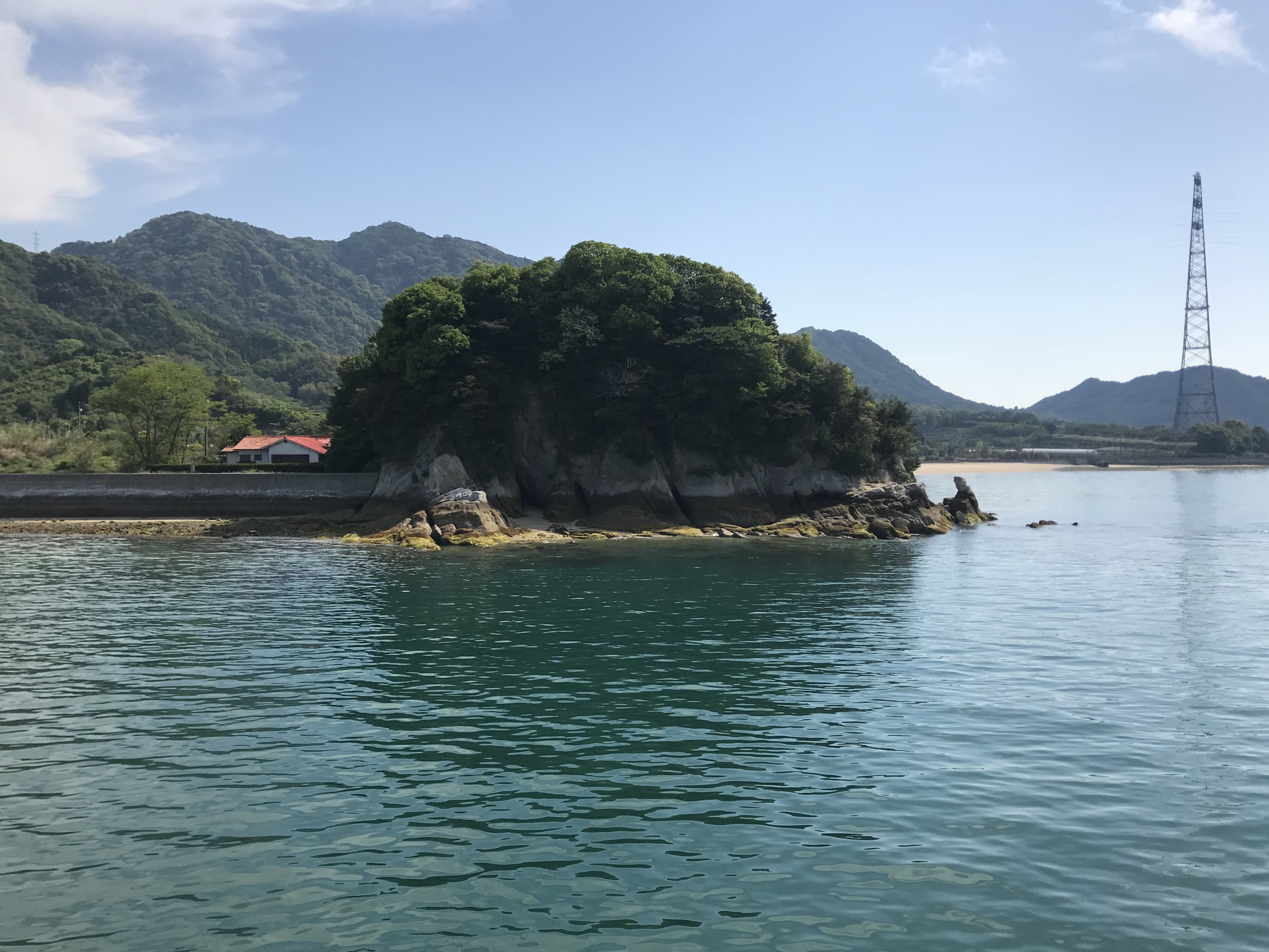
大三島最北端の鳥取岬

瀬戸内海のほぼ中央、芸予諸島の一つの島。 愛媛県の最北部に位置する面積64.54km2（国土地理院のデータによる）の島。広島県との県境に位置し、北は大久野島をはさみ、本州の広島県竹原市で忠海港からのフェリー便あり。東は生口島や伯方島（愛媛県）に、南は大島、西は大崎上島とそれぞれ海を挟んで対する。伯方島とは西瀬戸自動車道で接続している。

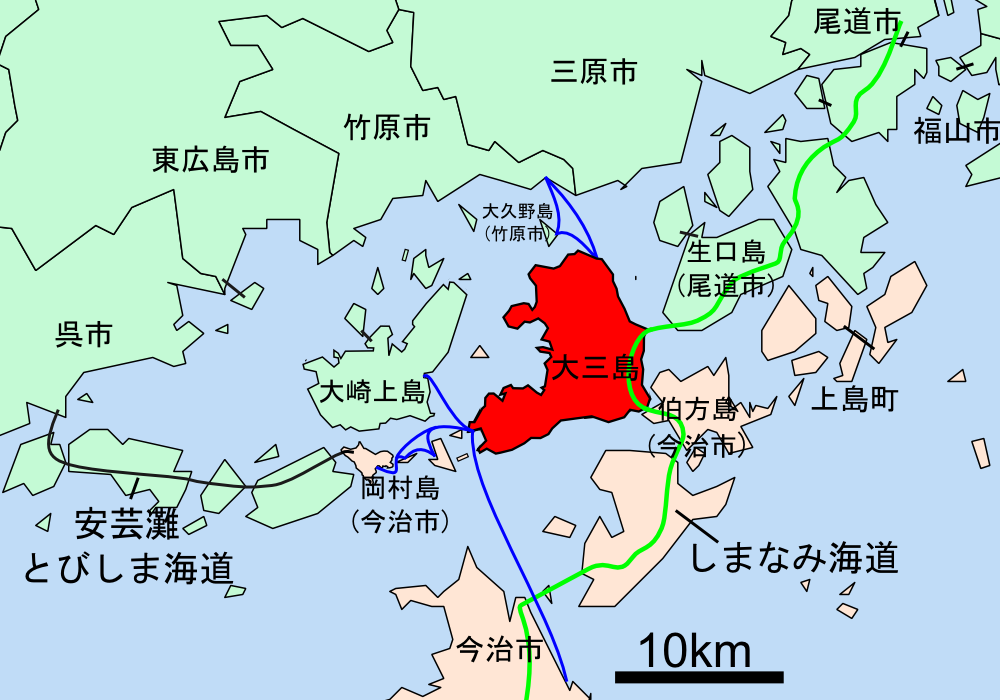
大三島の位置とアクセス。緑線がしまなみ海道、青線が主要な航路
本州（中国地方西部除く）や四国から上陸する場合、瀬戸内しまなみ海道を使うのが最も早い。広島市方面からアクセスする場合、忠海港からのフェリーが最短ルート。また、呉市から安芸灘とびしま海道で岡村島まで渡り、大三島ブルーライン・今治市営渡船を使って来ることもできる。

- 山 - 鷲ヶ頭山（わしがとうさん） 437m
- 川 - 河川はいずれも小規模である。水資源に恵まれないことから島嶼部としては珍しく台（うてな）川にダム（台ダム）が整備され、大三島だけでなく隣の伯方島および大島に西瀬戸自動車道（しまなみ海道）の橋に併設された導水管を通じて給水されている。

## 自然
- 気候 - 温暖少雨
- 植生 - 島内は元々ハゲ山が多く植生は乏しかった。現在ある森林の殆どは明治以降の人工林である。有史以前は、ウバメガシ・トベラ・クスノキを中心とした植生が広がっていたものと考えられている。現在でも神社にはクスノキやウバメガシの古木が残っており、特に「大山祇神社のクスノキ群」は原始林社叢の楠群として、国の天然記念物に指定されている。

## 人口
2020年の第21回国勢調査時点で4,963人。
過疎や高齢化による人口減少が激しいが、近年は移住者が増加しており、2021年には島外から80人の移住者があった。定住率も高いという。

## 歴史
国宝の島として知られる。神の島として魚類を採ることは長らく禁忌とされていたことから、漁業は盛んではない。
中世以前
古くは入り江の一帯に大山祇神社の社殿が営まれていた。
中世

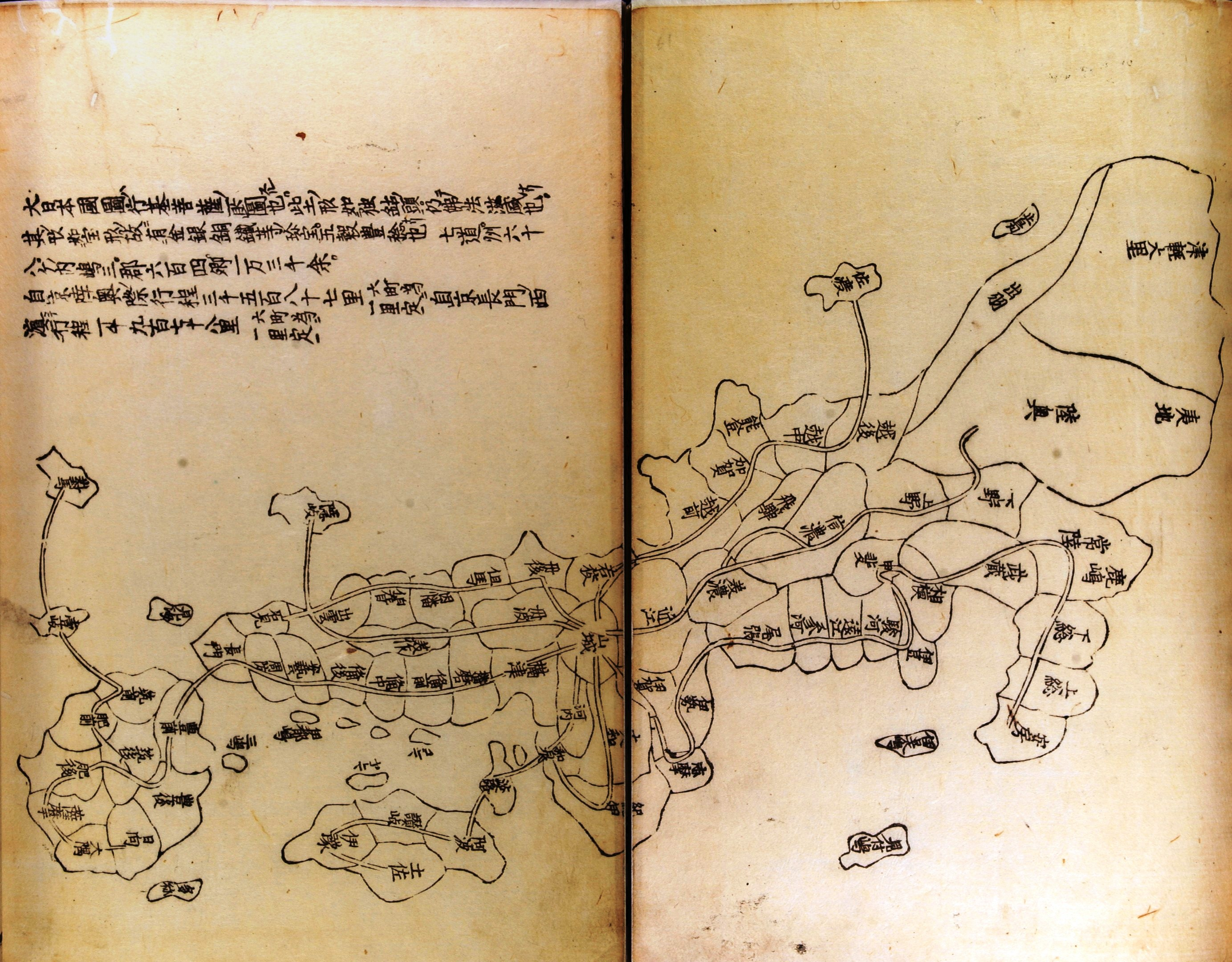
行基図（『拾芥抄』写本）に描かれる「三嶋」。豊前国の側に描かれているが位置は行基図の系統により大きく異なっており、より古いと考えられている称名寺所蔵の行基図では阿波国近くに位置する（ただし伊予国が太平洋に面しているなど四国自体も90度回転している）。

14世紀に確立した四国八十八ヶ所の本札所として瀬戸内海および四国地方で宮島と並び隆盛していた大山積神社（大山祇神社）が選ばれ、本式の遍路は、両方の円明寺（53番札所と54番札所）を四国側のかがり火（円い明かり）として大三島に渡っていたとみられる。
近世
松山藩領となっていた。また、大山祇神社の門前町として宮浦が発展していた。
- 安永4年（1775年） - 宮浦本川の河道付け替え工事を開始。

生じた土砂により肥海新田の開発（安永7年完成）が行われ、宮浦発展の基礎が築かれた。このほか、宮浦新田の開発が始まる（安永5年完成）。
- 安永9年（1780年） - 松山藩が御垂金（今日でいう補助金）を支給し、宮浦本川の改良によって生じた新しい参道への町家の進出を奨励する（安永9年には38軒に達した）。
- 寛政12年（1800年） - 『四国遍礼名所図会』によると、大三島の町は広く繁昌の地で上方より芝居が来ていて遊所があると記されている。

近代
- 1874年（明治7年） - 大三島郵便局開設
- 1876年（明治9年） - 曙学校開設
- 1905年（明治38年） - 宮浦本川の洪水により多くの被害を出す。
- 1909年（明治42年） - 造林が行われる。
- 1912年（明治45年 / 大正元年） - 宮浦施業森林組合・宮浦村造林組合創設[要出典]
- 1912年（明治45年 / 大正元年） - 宮浦港への汽船が就航。[要出典]
- 1926年（大正15年） - 大山祇神社に宝物館を設置[4]。
- 1931年（昭和6年） - 宮浦-井口間の峠越の道路が開通。
- 1934年（昭和9年） - 造林計画がほぼ完了する。
- 1947年（昭和22年） - 人口がピークに達する。23,398人
- 1948年（昭和23年） - 愛媛県立大三島高等学校開校
- 1951年（昭和26年） - 宮浦港港務所設置
- 1953年（昭和28年） - 大山祇神社本殿の修理工事が落成。
- 1962年（昭和37年） - 大山祇神社宝物館の紫陽殿が落成[4]。
- 1971年（昭和46年） - 海事博物館落成
- 1971年（昭和46年） - 宮浦港港務所改築
- 1973年（昭和48年） - 民俗資料館落成
- 1975年（昭和50年） - 宮浦港への高速艇の就航開始。
- 1979年（昭和54年） - 大三島と伯方島を結ぶ大三島橋が開通。
- 1991年（平成3年） - 台ダム完成
- 1999年（平成11年） - 大三島と広島県生口島を結ぶ多々羅大橋が開通。

## 行政
愛媛県今治市に所属する。2005年1月16日に今治市などとの平成の大合併による新設合併により新・今治市の一部となった。それまでは島の西半分が大三島町、東半分が上浦町の2町に行政区分が分かれていた。

## 経済・産業
第一次産業
ミカンを中心とした農業が主たる産業だが、オレンジ輸入自由化等により不振となり、近年ではイチゴ等の栽培も小規模ながら行われている。かつては除虫菊の栽培が盛んであった。瀬戸内の島嶼であることから平地が乏しく、また水資源にも恵まれていないため米作条件を満たせていないことから、盛んではない。
製造業
小規模ながら造船所、船体ブロック工場、縫製工場などがある。
「伯方の塩」のブランド名で知られる伯方塩業（本社・松山市）の製塩工場が近年立地している。なお、戦中までは島の東岸に石油備蓄基地があった。
商業
大山祇神社の参道である宮浦商店街があるものの、しまなみ海道の開通などもあり、参拝客の多くが宮浦港を利用する船客から自動車での来訪に移行したため沈滞している。また、島内の過疎化もこれに拍車をかけている。

## 教育
小学校
- 今治市立大三島小学校
- 今治市立上浦小学校

市の統廃合の検討対象に挙がっているが、島で1校と通学区域範囲が広範囲となり、また旧大三島町の区域では2004年度に1校に統合して間もないこともあり、懸念が広がっている。
中学校
- 今治市立大三島中学校（上浦中学校と大三島中学校が統合。旧上浦中校舎を利用し、平成27年4月開校）

高等学校
- 愛媛県立今治北高等学校大三島分校

かつて存在した学校
- 上浦町立盛小学校
- 上浦町立井口小学校
- 上浦町立瀬戸崎小学校
- 大三島町立大三島北小学校
  - 大三島町立鏡小学校（大三島北小学校へ統合）
  - 大三島町立宮浦小学校（大三島北小学校へ統合）
- 大三島町立大三島南小学校
  - 大三島町立岡山小学校（大三島南小学校へ統合）
  - 大三島町立口総小学校（大三島南小学校へ統合）
  - 大三島町立宗方小学校（大三島南小学校へ統合）
  - 今治市立大三島中学校（上浦中学校と統合）
  - 今治市立上浦中学校（大三島中学校と統合）

## 観光
大山祇神社のある宮浦地区が島の観光の中心となっている。付近には旅館や土産物店、飲食店も数軒ずつ立地し、芸予諸島の中では生口島・瀬戸田と並ぶ一大観光拠点となっている。国の名勝に指定されている。
しまなみ海道の開通とともに島の東部にインターチェンジができたことから、インターチェンジのある多々羅（たたら）地区には多々羅しまなみ公園、芸術会館、多々羅温泉、しまなみドームなどの観光関連施設が旧・上浦町により整備されている。
リゾート開発構想が華やかなりし頃（総合保養地域整備法など参照）は「えひめ瀬戸内リゾート開発構想」の一つの重点整備地区として大手企業によるリゾート開発構想も打ち上げられたが、バブル崩壊とともに大手企業は用地取得、開発着手の前に事実上開発構想を断念・撤退し、地道な取組みに戻った。
今日では、地域資源を生かしたグリーンツーリズムや修学旅行・合宿の誘致など地道な観光振興が行われている。

## 文化

### 日本遺産
日本遺産の36番「"日本最大の海賊"の本拠地：芸予諸島－よみがえる村上海賊"Murakami KAIZOKU"の記憶－」の構成要素42のうち5項目が大三島にある。
- 大三島：国名勝
- 大山祇神社の文化財：国宝・国重文・国天然記念物
- 大山祇神社の法楽連歌：国重文（典籍）
- 甘崎城跡：県史跡
- 伝村上吉継墓と明光寺：未指定

### 水軍にちなむ伝説・遺跡

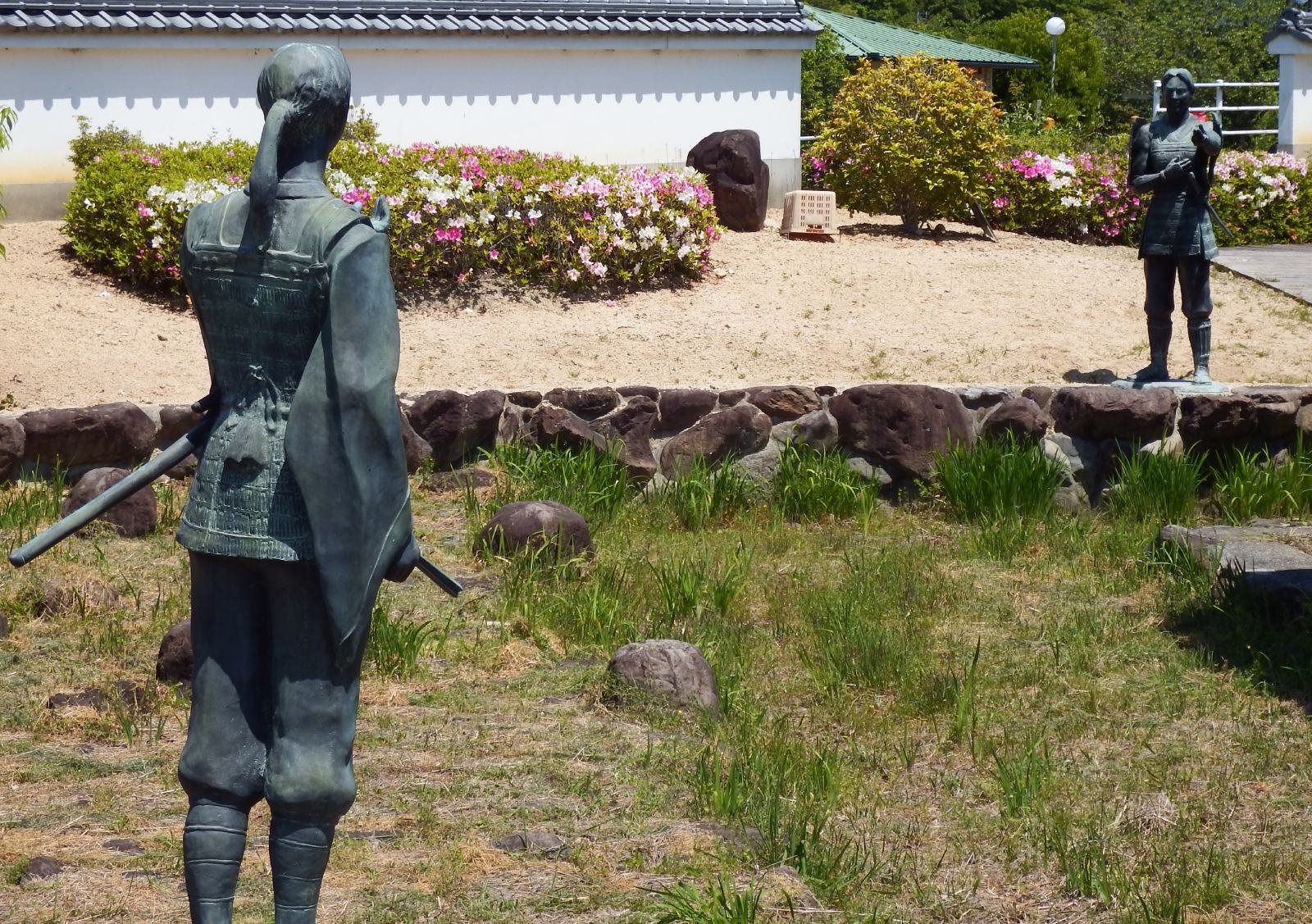
大三島の鶴姫公園に立つ鶴姫（左）とその恋人・越智安成（右）の像

- 鶴姫伝説

鶴姫は大山祇神社の大祝職を務めた大祝家の女性で、戦国時代に大三島を攻めた大内氏を撃退したとされる。現在は大三島観光のコンテンツとして利用されるが、知名度が上がったのは1966年以降であり、その実在性をめぐり疑問や指摘、批判も挙がっている。
- 甘崎城跡

大三島の東岸の沖合いにある水軍の出城跡。天智天皇の頃、唐の侵攻に備えて造られた日本最古の水軍城と伝えられる。近世には、藤堂高虎の弟が居留したといわれている。居館のものとみられる柱跡が見られる。戦後すぐまでは周辺でアサリがたくさん採れ、今日でも干潮時には大三島から砂州を伝って歩いていくことができる。

### いも地蔵

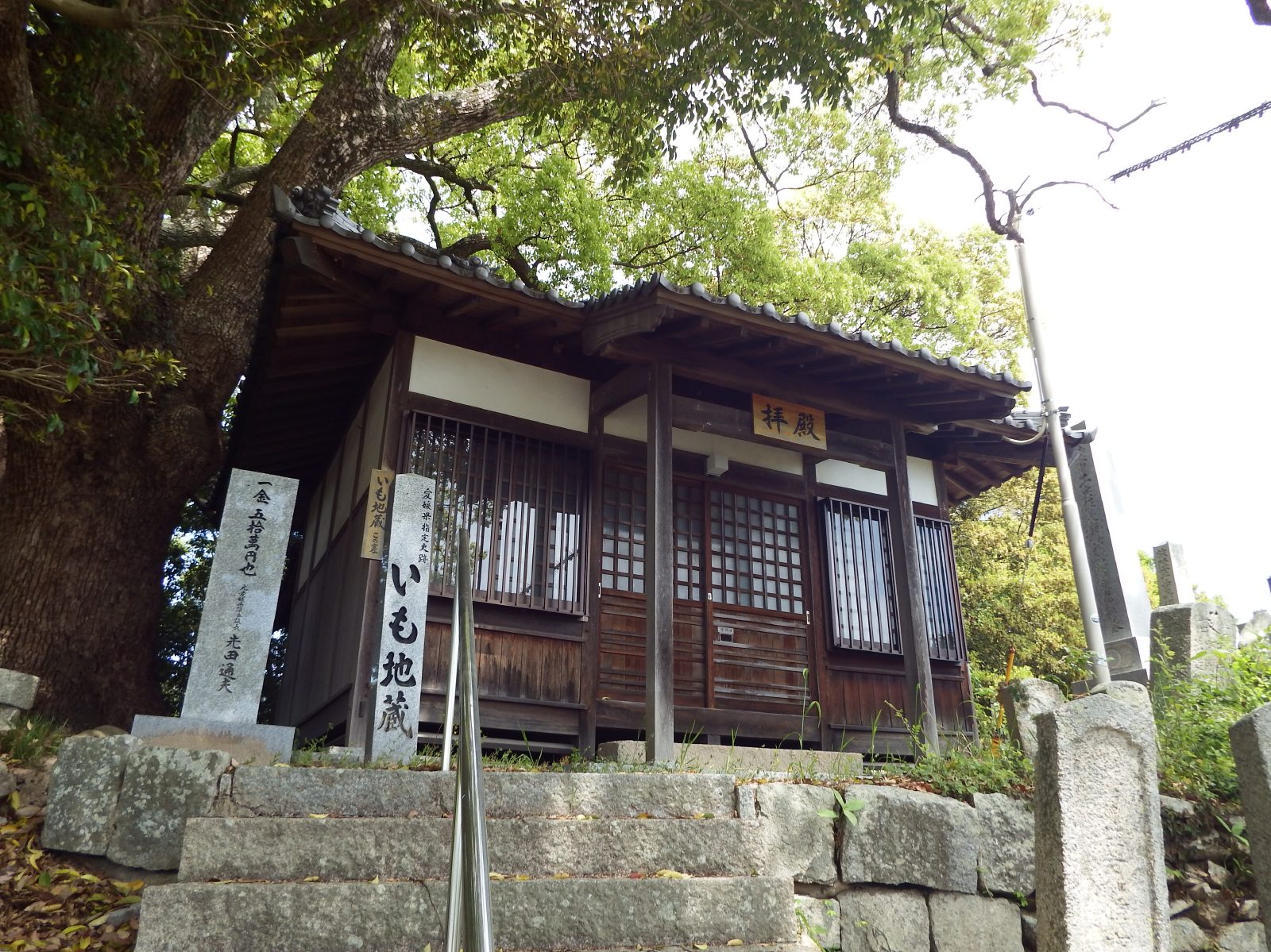
いも地蔵（向雲寺）

下見吉十郎は薩摩国からサツマイモの種芋を持ち帰り栽培に成功して島の農民に配って栽培法を伝授し飢饉から島民を救った。 下見吉十郎を参照。

### その他
大三島では、菅･藤原・越智・渡辺・浅野などの姓が多い。同島の中心市場である宮浦地区は、江戸時代初期には瀬戸内海各地から様々な商人たちが集まっていた。しかし、明治になるとこれらの姓の割合が8割を近くを占めており、宮浦地区の商人たちが土着化したことがうかがえる。

## 名所・名産
- 名所

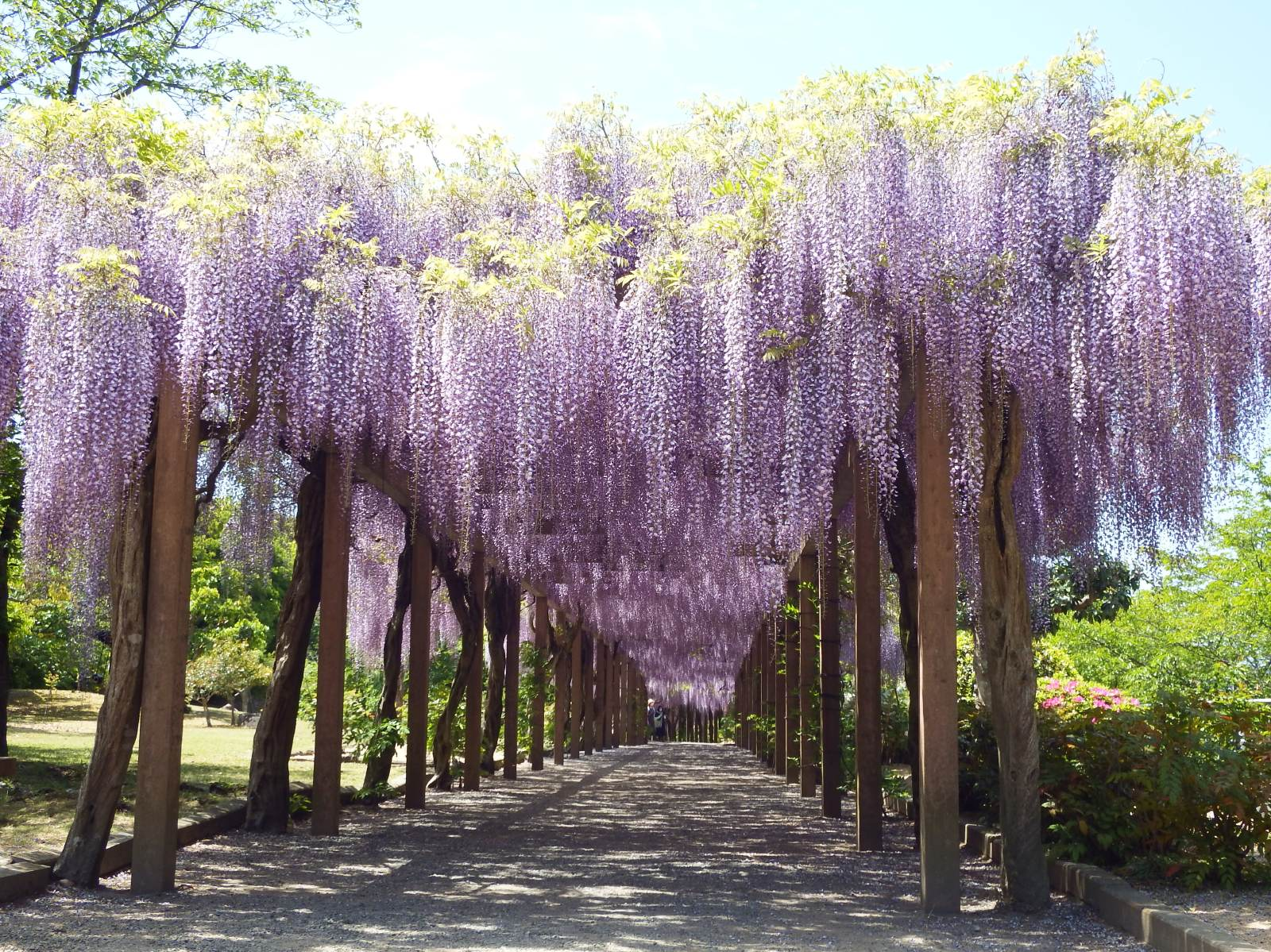
藤棚（大三島藤公園）

  - 大山祇神社 - 日本総鎮守、伊予国一宮。
  - 東円坊 - かつては四国五十五番の本札所であり、大山積神の本地仏である大通智勝仏がいる[7]。
  - 向雲寺 - 最初に大山積神を奉祀した元宮である横殿の本地仏を祀った大通庵と[8]いも地蔵堂がある。
  - 大三島橋、多々羅大橋
  - 道の駅しまなみの駅御島
  - 台海岸海水浴場 - テレビドラマ「がんばっていきまっしょい」ロケ地（劇中では艇庫があった）。
  - しまなみふれあい交流館（旧・上浦町立盛小学校）
  - しまなみドーム
  - 上浦芸術会館
  - 村上三島記念館
  - 大三島美術館
  - ところミュージアム大三島
  - 伊東豊雄建築ミュージアム
  - 岩田健母と子のミュージアム
  - 大三島藤公園
  - 多々羅しまなみ公園
  - 大三島ふるさと憩いの家 - 映画『船を降りたら彼女の島』ロケ地（劇中では「民宿・波の穂」として登場）。
  - 多々羅温泉
  - マーレ・グラッシア大三島
  - 瓢箪島 - ひょっこりひょうたん島のモデルとなった島
- イベント
  - 三島水軍鶴姫まつり
- 名産
  - 農産物 - ウンシュウミカン、ハッサク、ネーブルオレンジ、イヨカン、イチゴ、キウイフルーツ
  - 海産物 - ヒラメ、ハマグリ、クルマエビ
  - 加工品 - かんきつゼリー、神島まんじゅう、いも吉まんじゅう

## 交通

### 道路

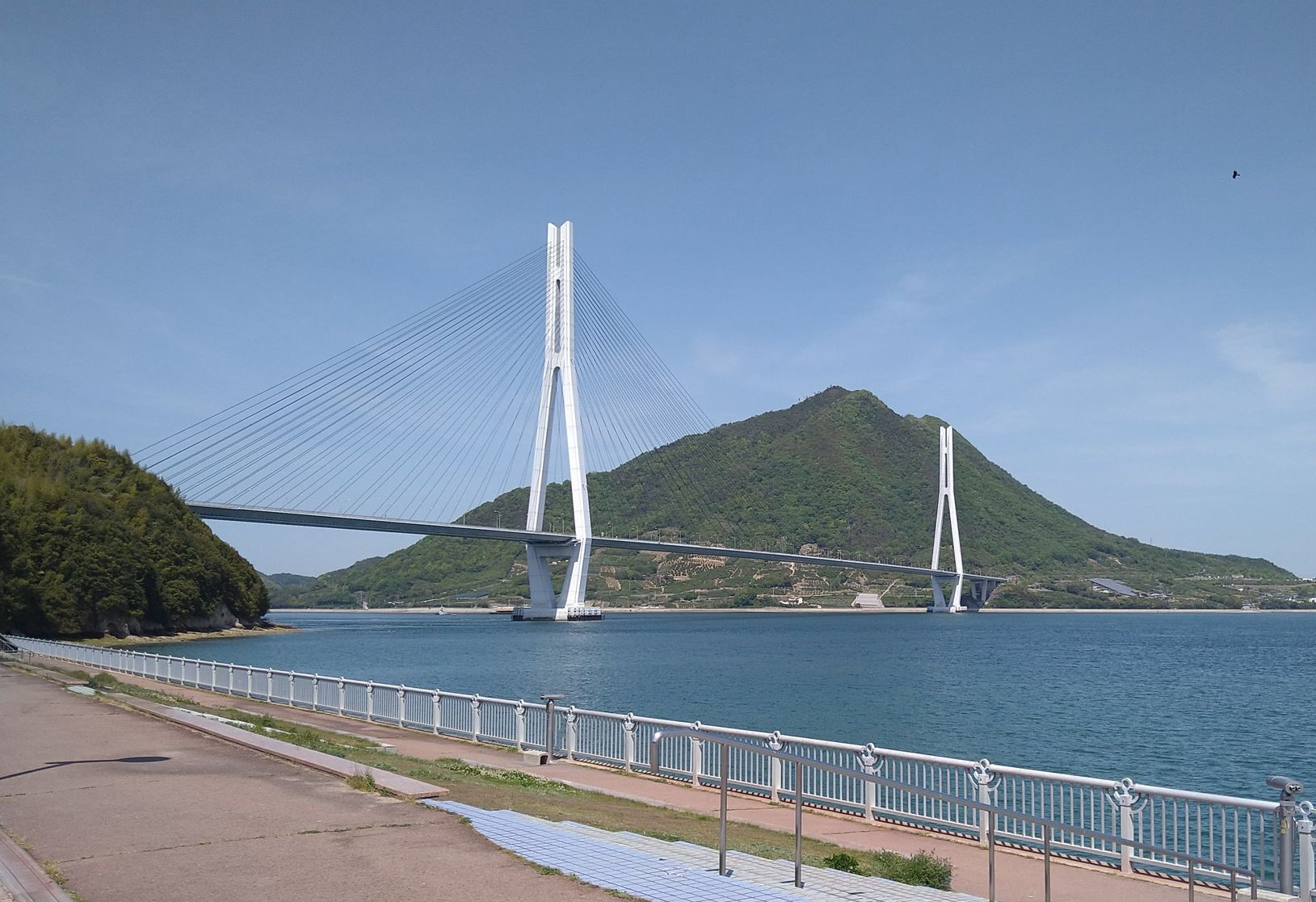
道の駅 多々羅しまなみ公園

- 高速道路
  - 西瀬戸自動車道（通称：しまなみ海道）
    - 大三島IC
    - 上浦PA

本州四国連絡道路の一つである、西瀬戸自動車道が通る。大三島橋で伯方島と、多々羅大橋で生口島と結ばれている。
- 国道
  - 国道317号
- 県道
  - 愛媛県道21号大三島上浦線（島の中央を東西に横断する道路）
  - 愛媛県道51号大三島環状線（島を一周する道路）
- （関前諸島架橋構想）
  - 安芸灘とびしま海道と瀬戸内しまなみ海道を接続し、呉への最短ルートを形成する構想。隣接する関前諸島への架橋が広島県と愛媛県により構想されている。

### バス
- しまなみ海道の開通とともに大三島BSから広島、福山へのバス「しまなみライナー」が運行されており、広島県側の島との往来は「しまなみライナー」を利用するしかない。
- 宮浦からは、今治、松山行きのバスが運行されている。
- 島内の路線は瀬戸内運輸と地元自治体の出資による瀬戸内海交通が運行しており、後者の車体カラーなどは瀬戸内運輸と似通ったデザインである。便数は多くない。

### 船舶
- 宮浦港　-　島の西岸

かつて竹原-宮浦-波方などのフェリーが運航していたが、しまなみ海道の開通によって廃止。
- 宗方港　-　島の南西端
  - 今治港 - 宗方港 - 木江港
  - 宗方港 - 岡村港
  - 今治港 - 宗方港 - 大下港 - 小大下港 - 岡村港（旅客のみ）

岡村港の位置する岡村島は広島県側のとびしま海道の起点であり、この航路はしまなみ海道ととびしま海道を接続している
- 盛港　-　島の北端

盛港 - 忠海港 ※一部、大久野島（おおくのじま）へ寄港。この航路は愛媛県島しょ部から本州への最短ルート。
- 上浦港　-　島の東部、定期旅客航路なし

## 出身者
- 下見吉十郎秀譽：江戸時代の農学者。大三島に甘藷を広めた「伊予の三農」の一人。中世期の伊予国の豪族河野氏の子孫という。
- 浅野三智：大三島万福寺元住職、仏教学者。日本エスペラント運動の発展に寄与
- 香川末光：歌人
- 香川美人：歌人
- 藤原与一：言語学者・方言学者、広島大学名誉教授。今治市大三島図書館に寄贈図書を中心とした「与一文庫」がある。
- 村上三島：日本の書家、勲三等旭日中綬章受章、（上浦町）
- 藤田省三：思想史家・政治学者、丸山眞男の弟子、法政大学元教授
- 菅良二：前今治市長
- 高木伸三：元浜松市教育委員会教育長
- 藤原健：格闘家
- 金子美奈：北陸朝日放送アナウンサー
- 美甘子：歴史アイドル